# 朱鍾鋐
太谷懷僖王朱鍾鋐（？—1485年）是明朝晉憲王朱美圭之庶四子。他在正統十四年受封太谷王，並在天順二年死，由於他無子，因此明朝太谷國撤除。
| 無 原因：明政府封之 | 明太谷國國王 1449年－1458年 | 無 原因：無子，封國廢除 |